# Rhodoleia forrestii
Rhodoleia forrestii är en trollhasselart som beskrevs av Woon Young Chun och Arthur Wallis Exell. Rhodoleia forrestii ingår i släktet Rhodoleia och familjen trollhasselfamiljen. Inga underarter finns listade i Catalogue of Life.

## Bildgalleri

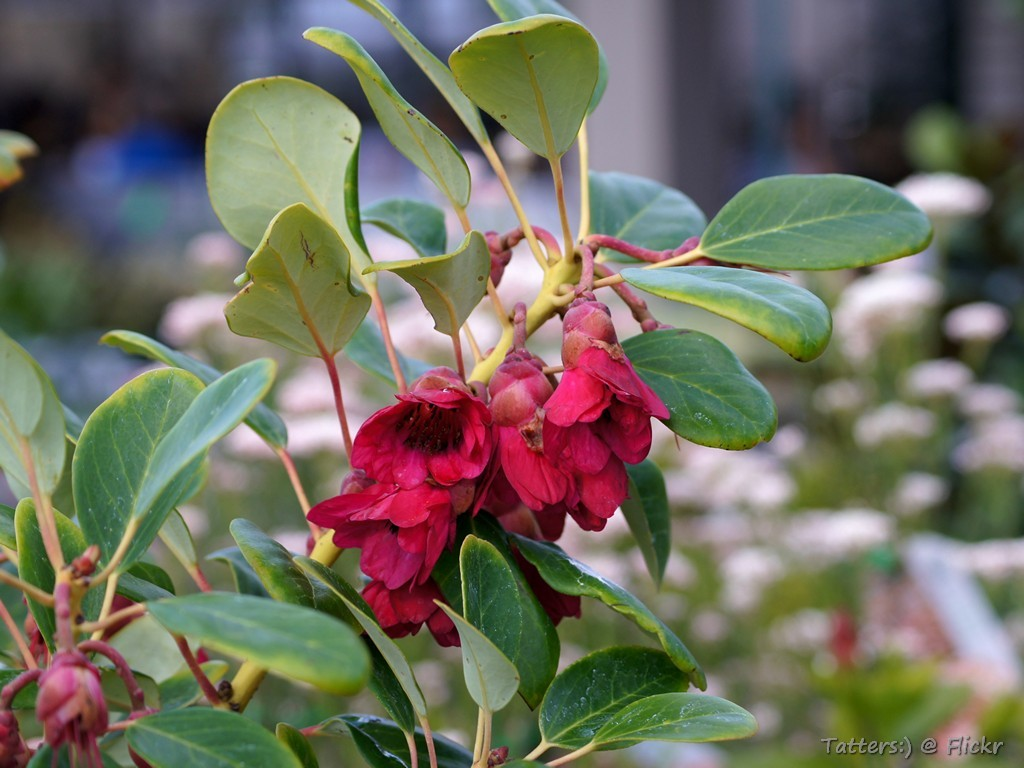
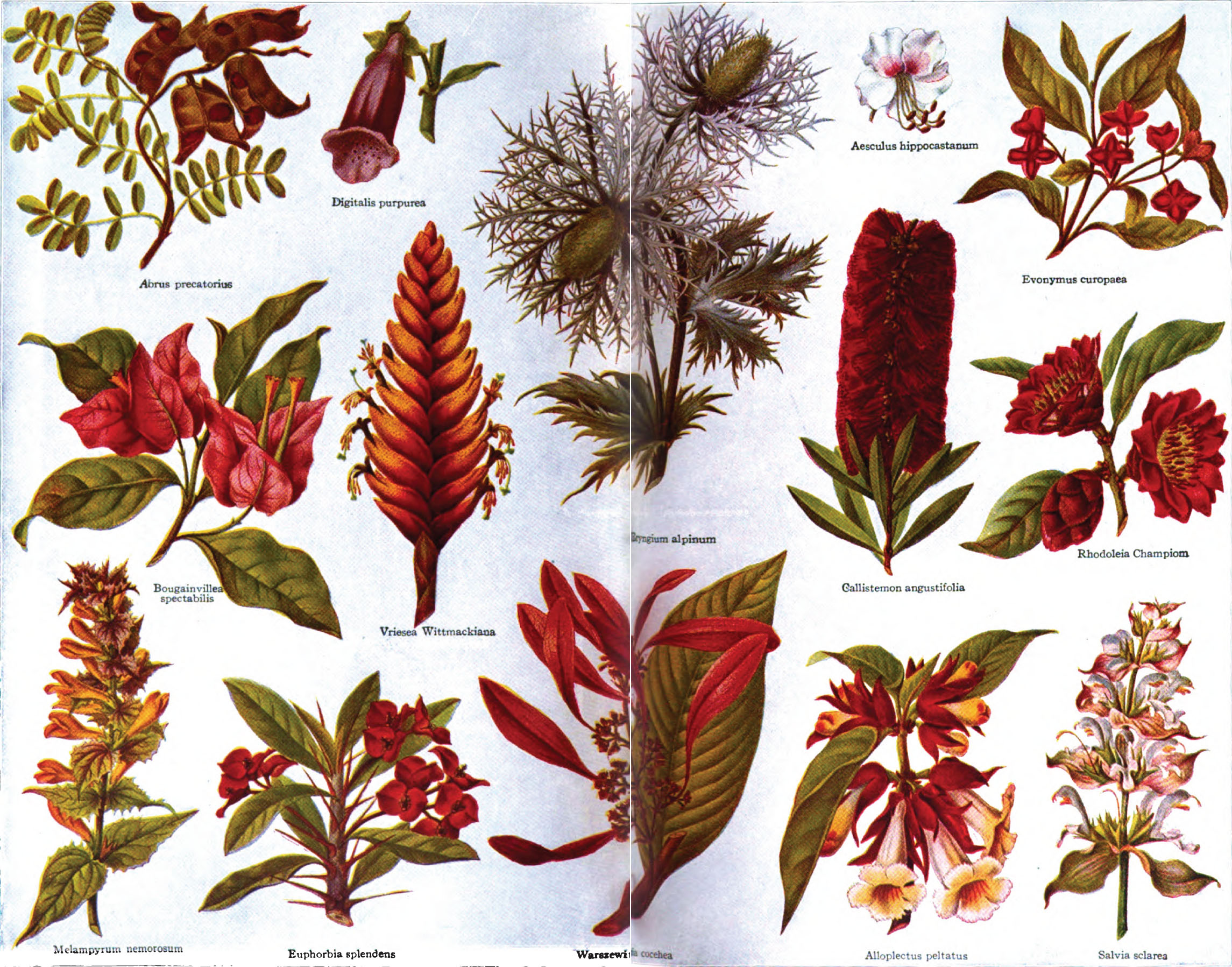
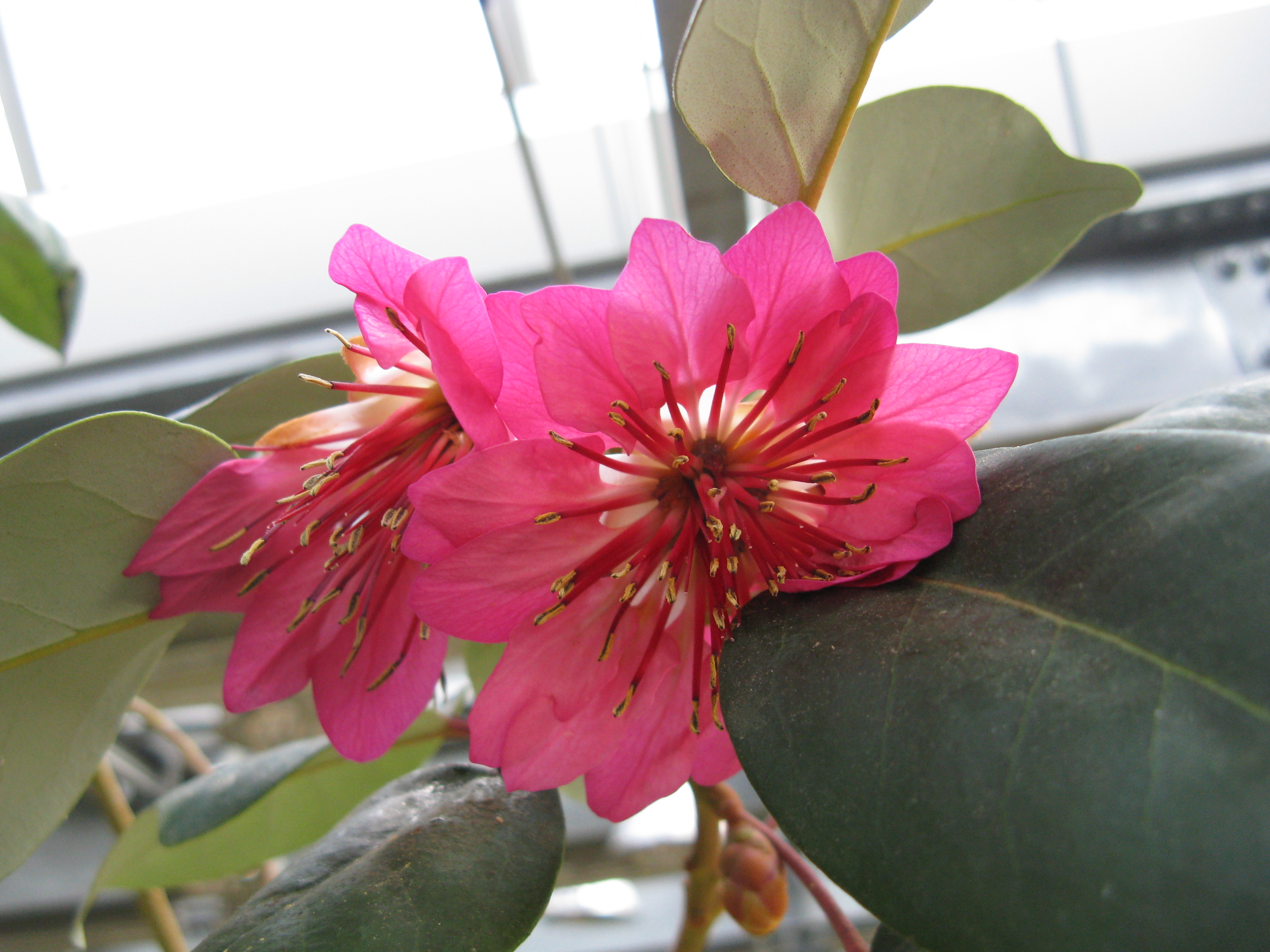
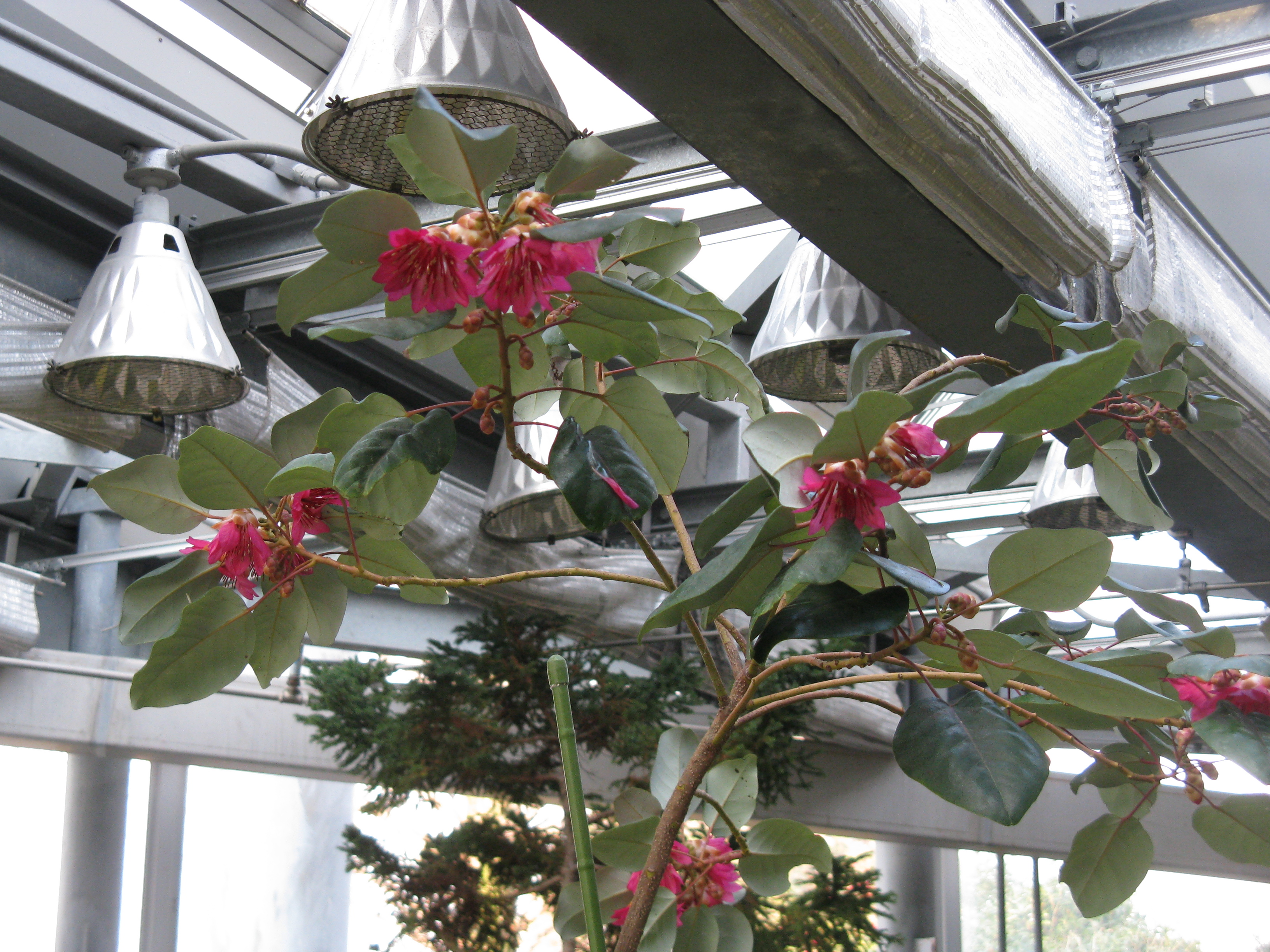